# Rafał Majka
Rafał Majka (* 12. září 1989 Zegartowice) je polský profesionální silniční cyklista jezdící za UCI WorldTeam UAE Team Emirates XRG.

## Závodní kariéra
Je odchovancem klubu WLKS Krakus Swoszowice. Profesionálně začal závodit v roce 2011 za Team Tinkoff-Saxo, od roku 2017 je členem týmu BORA - hansgrohe.
Vyhrál závod Kolem Polska v roce 2014 a v roce 2017 byl druhý. V roce 2017 zvítězil v celkové klasifikaci Kolem Slovinska. V roce 2020 skončil na třetím místě na závodě Tirreno-Adriatico. Na Giro di Lombardia obsadil v roce 2013 třetí místo.
Na Tour de France získal puntíkovaný trikot pro nejlepšího vrchaře v letech 2014 a 2016. Vyhrál tři etapy na Tour de France a jednu na Vuelta a España. Na Vueltě obsadil v roce 2015 celkové třetí místo a v roce 2019 šesté místo, stejně jako na Giro d'Italia 2019. Je držitelem bronzové medaile ze závodu s hromadným startem na Letních olympijských hrách 2016.

## Umístění na Grand Tours
| Výsledky na Grand Tour                    |      |      |      |      |      |      |      |      |      |      |      |      |      |      |
| Grand Tour                                | 2011 | 2012 | 2013 | 2014 | 2015 | 2016 | 2017 | 2018 | 2019 | 2020 | 2021 | 2022 | 2023 | 2024 |
| Giro d'Italia                             | —    | —    | 7    | 6    | —    | 5    | —    | —    | 6    | 12   | —    | —    | —    | 15   |
| Tour de France                            | —    | —    | —    | 44   | 28   | 27   | DNF  | 19   | —    | —    | 34   | DNF  | 14   |      |
| Vuelta a España                           | DNF  | 32   | 19   | —    | 3    | —    | 39   | 13   | 6    | —    | 21   | —    | —    |      |
| Výsledky na významných etapových závodech |      |      |      |      |      |      |      |      |      |      |      |      |      |      |
| Závod                                     | 2011 | 2012 | 2013 | 2014 | 2015 | 2016 | 2017 | 2018 | 2019 | 2020 | 2021 | 2022 | 2023 | 2024 |
| Paříž–Nice                                | —    | —    | —    | 31   | 68   | 21   | —    | —    | —    | —    | —    | —    | —    | —    |
| Tirreno–Adriatico                         | —    | 73   | —    | —    | —    | —    | 24   | 37   | 52   | 3    | 57   | 25   | —    | 37   |
| Volta a Catalunya                         | —    | DNF  | 82   | —    | DNF  | —    | 11   | —    | 7    | NH   | —    | —    | 36   | —    |
| Kolem Baskicka                            | —    | —    | —    | —    | 15   | —    | —    | —    | —    | NH   | 39   | 35   | —    | —    |
| Tour de Romandie                          | 47   | —    | DNF  | 13   | 7    | DNF  | —    | —    | —    | NH   | —    | —    | 10   |      |
| Critérium du Dauphiné                     | 34   | —    | —    | —    | —    | —    | —    | —    | —    | —    | —    | —    | 14   |      |
| Tour de Suisse                            | —    | —    | —    | —    | 10   | —    | —    | —    | —    | NH   | —    | —    | —    |      |

### Výsledky na klasikách
| Monument               | 2011                              | 2012                              | 2013                              | 2014                              | 2015                              | 2016                              | 2017                              | 2018                              | 2019                              | 2020                              | 2021                              | 2022                              | 2023                              | 2024                              |
| ---------------------- | --------------------------------- | --------------------------------- | --------------------------------- | --------------------------------- | --------------------------------- | --------------------------------- | --------------------------------- | --------------------------------- | --------------------------------- | --------------------------------- | --------------------------------- | --------------------------------- | --------------------------------- | --------------------------------- |
| Milán – San Remo       | Nezúčastnil se během své kariéry. | Nezúčastnil se během své kariéry. | Nezúčastnil se během své kariéry. | Nezúčastnil se během své kariéry. | Nezúčastnil se během své kariéry. | Nezúčastnil se během své kariéry. | Nezúčastnil se během své kariéry. | Nezúčastnil se během své kariéry. | Nezúčastnil se během své kariéry. | Nezúčastnil se během své kariéry. | Nezúčastnil se během své kariéry. | Nezúčastnil se během své kariéry. | Nezúčastnil se během své kariéry. | Nezúčastnil se během své kariéry. |
| Kolem Flander          | Nezúčastnil se během své kariéry. | Nezúčastnil se během své kariéry. | Nezúčastnil se během své kariéry. | Nezúčastnil se během své kariéry. | Nezúčastnil se během své kariéry. | Nezúčastnil se během své kariéry. | Nezúčastnil se během své kariéry. | Nezúčastnil se během své kariéry. | Nezúčastnil se během své kariéry. | Nezúčastnil se během své kariéry. | Nezúčastnil se během své kariéry. | Nezúčastnil se během své kariéry. | Nezúčastnil se během své kariéry. | Nezúčastnil se během své kariéry. |
| Paříž–Roubaix          | Nezúčastnil se během své kariéry. | Nezúčastnil se během své kariéry. | Nezúčastnil se během své kariéry. | Nezúčastnil se během své kariéry. | Nezúčastnil se během své kariéry. | Nezúčastnil se během své kariéry. | Nezúčastnil se během své kariéry. | Nezúčastnil se během své kariéry. | Nezúčastnil se během své kariéry. | Nezúčastnil se během své kariéry. | Nezúčastnil se během své kariéry. | Nezúčastnil se během své kariéry. | Nezúčastnil se během své kariéry. | Nezúčastnil se během své kariéry. |
| Lutych–Bastogne–Lutych | DNF                               | —                                 | —                                 | —                                 | 33                                | 113                               | 10                                | 57                                | —                                 | —                                 | —                                 | —                                 | —                                 | —                                 |
| Giro di Lombardia      | 26                                | DNF                               | 3                                 | —                                 | 69                                | DNF                               | 26                                | 7                                 | 12                                | 24                                | 24                                | 23                                | 25                                |                                   |

| —   | Neúčastnil se |
| DNF | Nedokončil    |
| JS  | Jede se       |
| NS  | Nekonalo se   |